# 인사동길

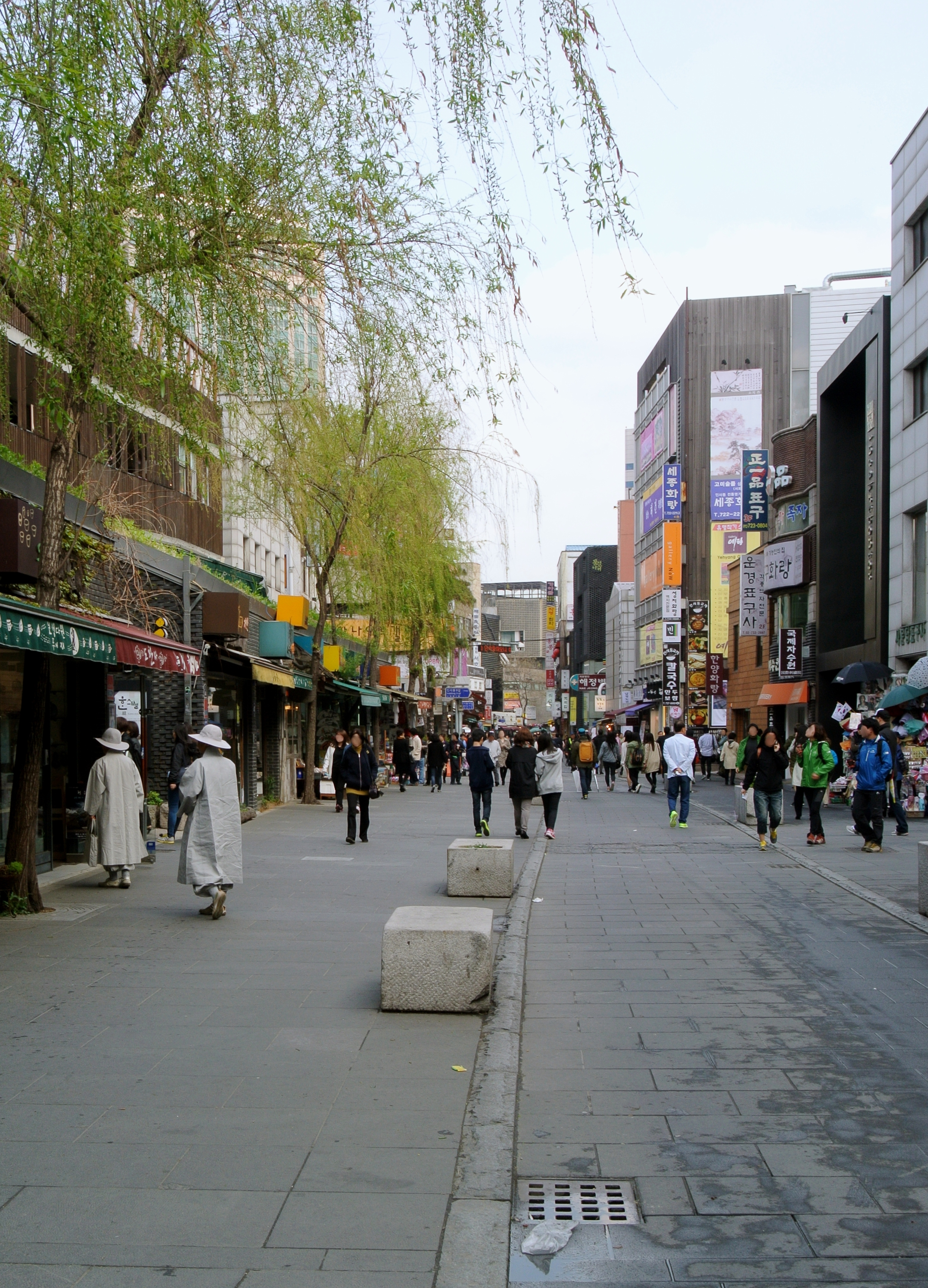
인사동길의 모습

인사동길(仁寺洞길, Insadong-gil)은 서울특별시 종로구 종로2가 37-5에서 송현동 71-1까지를 잇는 도로이다. 도로명은 이 길이 통과하는 중심지인 인사동에서 유래했다.

## 역사
- 1920년대: 안국동천을 복개하여 인사동길 개통
- 1925년 8월: 인사동4길, 인사동5길 개설 착공[1]
- 1925년 11월경: 인사동4길, 인사동5길 개통.[1] 약 9만 원의 예산이 소요되었다.[2]
- 1926년: 인사동4길을 지금의 삼일대로 동쪽으로 연장할 계획이었으나, 부지 매수에 어려움을 겪어 취소됨.[3]
- 1984년 11월 7일: 인사동길로 도로명 제정
- 2000년: 건축가 김진애의 설계로 인사동길을 돌길 형태로 재조성함.[4]
- 2010년 7월 2일: 종로구 도로명 주소 고시

## 주요 경유지
서울특별시
- 종로구 (종로2가 - 인사동 - 관훈동 - 송현동)

## 노선
| 교차로       | 접속 노선 | 소재지 | 소재지          | 비고             |
| ------------ | --------- | ------ | --------------- | ---------------- |
|              | 삼일대로  | 종로구 | 종로1.2.3.4가동 | 교차로 이름 없음 |
| 안국동사거리 | 우정국로  | 종로구 | 종로1.2.3.4가동 |                  |
| 안국동사거리 | 율곡로    | 종로구 | 종로1.2.3.4가동 |                  |
| 안국동사거리 | 율곡로3길 | 종로구 | 종로1.2.3.4가동 |                  |

## 부속도로
- ●: 전 구간 해당
- ▲: 일부 구간 해당
- ✖: 해당 없음

| 도로명     | 기점         | 종점         | 총연장 (m) | 차량 통행 가능 | 일방통행 | 소재지 | 소재지          |
| ---------- | ------------ | ------------ | ---------- | -------------- | -------- | ------ | --------------- |
| 인사동1길  | 인사동 72-4  | 인사동 128-1 | 158        | ✖              | ✖        | 종로구 | 종로1.2.3.4가동 |
| 인사동3길  | 인사동 72-4  | 인사동 196   | 216        | ✖              | ✖        | 종로구 | 종로1.2.3.4가동 |
| 인사동4길  | 인사동 170-2 | 낙원동 277-1 | 139        | ●              | ✖        | 종로구 | 종로1.2.3.4가동 |
| 인사동5길  | 인사동 170-2 | 견지동 110-2 | 306        | ●              | ▲        | 종로구 | 종로1.2.3.4가동 |
| 인사동6길  | 인사동 170-2 | 관훈동 1-4   | 79         | ✖              | ✖        | 종로구 | 종로1.2.3.4가동 |
| 인사동7길  | 관훈동 21-3  | 인사동 194-3 | 221        | ●              | ✖        | 종로구 | 종로1.2.3.4가동 |
| 인사동8길  | 관훈동 21-3  | 관훈동 33-1  | 98         | ✖              | ✖        | 종로구 | 종로1.2.3.4가동 |
| 인사동9길  | 관훈동 186-1 | 견지동 110-2 | 219        | ●              | ✖        | 종로구 | 종로1.2.3.4가동 |
| 인사동10길 | 관훈동 21-3  | 경운동 49    | 194        | ●              | ✖        | 종로구 | 종로1.2.3.4가동 |
| 인사동11길 | 관훈동 186-1 | 견지동 62-2  | 164        | ●              | ✖        | 종로구 | 종로1.2.3.4가동 |
| 인사동12길 | 관훈동 186-1 | 관훈동 90-1  | 100        | ✖              | ✖        | 종로구 | 종로1.2.3.4가동 |
| 인사동14길 | 관훈동 186-1 | 관훈동 90-1  | 252        | ✖              | ✖        | 종로구 | 종로1.2.3.4가동 |
| 인사동16길 | 관훈동 186-1 | 관훈동 113-1 | 139        | ✖              | ✖        | 종로구 | 종로1.2.3.4가동 |